# Sabrina Mockenhaupt
Sabrina Mockenhaupt, född den 6 december 1980 i Siegen, är en tysk friidrottare som tävlar i medel- och långdistanslöpning.
Mockenhaupt deltog vid EM 2002 i München där hon blev tia på 10 000 meter. Vid Olympiska sommarspelen 2004 var hon i final på samma distans och slutade på en 15:e plats. 
Vid inomhus-EM 2005 blev hon bronsmedaljör på 3 000 meter och utomhus samma år slutade hon på 17:e plats på 10 000 meter vid VM i Helsingfors. Vid EM 2006 deltog hon på både 5 000 meter och på 10 000 meter och slutade sexa respektive åtta. 
Hon deltog även vid Olympiska sommarspelen 2008 där hon hamnade på trettonde plats på 10 000 meter.
Mockenhaupt har även tävlar i martonlöpning och vunnit både tävlingarna i Köln och Frankfurt.
Mockenhaupt gav 2011 ut den 160 sidor långa boken Mein großes Fitness-Laufbuch på förlaget CNG sports & media.

## Personliga rekord
- 3 000 meter - 8.44,65
- 5 000 meter - 14.59,88
- 10 000 meter - 31.14,21
- Maraton - 2.26.22